# Constantin G. Nano
Constantin G. Nano (* 1870; † 1952) war ein rumänischer Diplomat.

## Werdegang
Von 1905 bis 1909 war er Gesandter in Belgrad.
Von 1909 bis 1911 war er Gesandter in Rom.
Von 1911 bis 1913 war er Gesandter in Sankt Petersburg.
Von 1913 bis 1920 war er Staatssekretär im Außenministerium.
Von 1. Oktober 1920 bis 1. Februar 1928 war er der erste rumänische Gesandte in Berlin nach dem Ersten Weltkrieg.
| Vorgänger                             | Amt                                                                   | Nachfolger                                  |
| ------------------------------------- | --------------------------------------------------------------------- | ------------------------------------------- |
| Guranesku, poslanik                   | Rumänischer Botschafter in Belgrad 1905 bis 1909                      | 1928: Nikola Filodor 1946–1946: Tudor Vianu |
| Februar 1901 Juli 1909: Nicolae Fleva | Rumänischer Botschafter in Rom 1909 bis 1911                          | Nicolae Cioroiu                             |
| Iancu Ghica                           | Rumänischer Botschafter in Sankt Petersburg 1911 bis 1913             | Constantin Diamandi                         |
| Alexandru A. Beldiman                 | Rumänischer Botschafter in Berlin 1. Oktober 1920 bis 1. Februar 1928 | Nicolae Petrescu-Comnen                     |